# 292-es számú nyírfakéreg-levél
A 292-es számú nyírfakéreg-levél a legrégebbi ismert dokumentum, amelyet a finn-permi nyelvcsalád nyelvén írtak, ezzel pedig a legkorábbi finn nyelvemlék.
Ez a dokumentum az 1200-as évek elejéről származik. Az 1957-es ásatások során Novgorod városában Artemiy Artsichovsky által vezetett szovjet expedíció találta meg. 
A dokumentumban használt nyelv vélhetően a mai oroszországi Karél Köztársaság Olonyec járás területén beszélt nyelv archaikus formája, pontosabban a karéliai nyelv egyik dialektusa.  

## Átírás

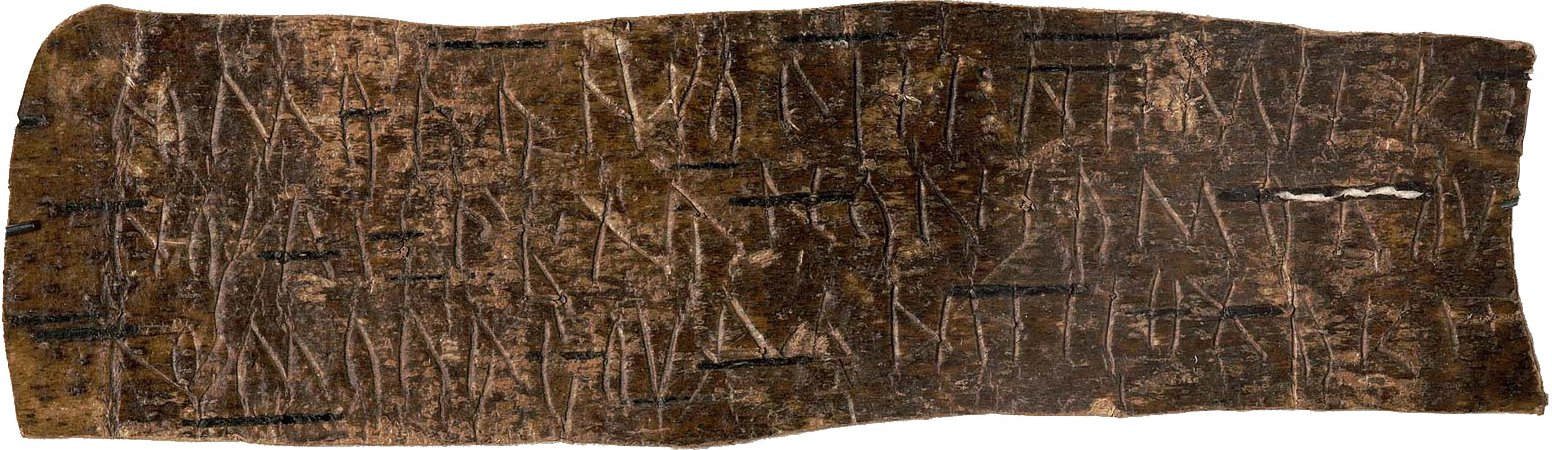
Az eredeti nyírfakéreg

A szöveg cirill ábécével van írva, a nyelv egy archaikus finn nyelv karéliai nyelvjárása. A cirill szöveg átirata így néz ki:
юмолануолиїнимижи
ноулисѣханолиомобоу

юмоласоудьнииохови

## Értelmezései

### Jurij Jeliszejev szerint
A szöveget Jurij Jeliszejev írta át latin ábécére 1959-ben  és fordította le modern finnre:
```
jumolanuoli ï nimizi
nouli se han oli omo bou
jumola soud'ni iohovi
```

Hozzávetőleges jelentés finnül:
```
Jumalannuoli, kymmenen [on] nimesi
Tämä nuoli on Jumalan oma
Tuomion-Jumala johtaa.
```

Hozzávetőleges jelentése magyarul:
```
Isten nyila, tíz neved
[E] nyíl Isten sajátja
A végzet Istene vezet
```

Jeliszejev azt állítja, hogy ez egy villámlás elleni védelmet célzó megidézés/segélykérés, amit szerinte a "tíz neved" megfogalmazás bizonyít. 
A babonás hiedelem szerint egy tárgy nevének ismerete hatalmat ad az embernek a szóban forgó tárgy felett.

### Martti Haavio szerint
A dokumentum helyesírása nem használ szóközt a szavak között, ami azt jelenti, hogy a szöveg különböző módon osztható meg. Martti Haavio más értelmezést ad egy 1964-es cikkben, ahol feltételezi, hogy a szöveg eskü:
```
jumolan nuoli inimizi
nouli sekä n[u]oli omo bou
jumola soud'nii okovy
```

Hozzávetőleges jelentés finnül:
```
Jumalan nuoli, ihmisen
nuoli sekä nuoli oma. [
Tuomion jumalan kahlittavaksi.] 
```

Hozzávetőleges jelentése magyarul:
```
Isten nyila, emberé/férfié
Nyíl, és saját nyila
Végzet Istene által leláncolva
```

### Yevgeny Khelimsky szerint
Jevgenyij Khelimszkij professzor 1986-os munkájában bírálja Haavio értelmezését, és a harmadik ismert tudományos értelmezést adja, mivel úgy véli, hogy a levél Jeliszejevhez hasonlóan segélykérés:
```
Jumalan nuoli 10 nimezi
Nuoli säihä nuoli ambu
Jumala suduni ohjavi (johavi?)
```

Ennek az értelmezésnek a finnre fordítása valahogy így nézne ki:
```
Jumalan nuoli 10 nimesi
Nuoli säihkyvä nuoli ampuu
Suuto-Jumala (Syyttö-Jumala)† ohjaa (johtaa?)
```

Hozzávetőleges jelentése magyarul:
```
Isten nyila, 10 a neved
Nyíl villámló nyilat lő
Isten vádja/szidalma (
Syyttö-Jumala
)† irányít (vezet?)
```

† A Syyttö-Jumala jelentheti azt is, hogy "Istent hibáztatja" vagy azt, hogy "Isten, aki hibáztatja". A modern finnben a syyttää jelentése vádolni vagy hibáztatni.

### Ide vonatkozó irodalom
- Jelisejev, J. S. Vanhin itämerensuomalainen kielenmuistomerkki, Virittäjä-lehti 1961: 134
- Jelisejev, J. S. Itämerensuomalaisia kielenmuistomerkkejä (Zusammenfassung: Ostseefinnische Sprachdenkmäler), Virittäjä-lehti 1966: 296
- Martti Haavio The Letter on Birch-Bark No. 292, Journal of the Folklore Institute, 1964. doi:10.2307/3814030
- Haavio, Martti, Tuohikirje n:o 292. Vanha suomalaisen muinaisuskonnon lähde, Virittäjä-lehti 1964: 1

## Külső hivatkozások
- (orosz) Näverdokument 292 (fényképpel és hivatkozásokkal) - orosz weboldal a nyírfakéreg-levélről
- (finn) Tuohikirje 292
- (finn) Vielä kerran itämerensuomen vanhimmista muistomerkeistä - finn nyelvű elemzés angol összefoglalóval